# Mehmet Oktav
Mehmet Oktav (Istambul, ? de 1917 — ?, 6 de abril de 1996) foi um lutador de luta greco-romana turco.

## Carreira
Foi vencedor da medalha de ouro na categoria de 57-62 kg em Londres 1948.